# غونتر شوستر
غونتر شوستر (بالألمانية: Günther Schuster)‏ هو مجدف نمساوي، ولد في 25 يوليو 1963 في فيينا في النمسا.

## وصلات خارجية
- غونتر شوستر على موقع الاتحاد الدولي للتجديف (الإنجليزية)
- غونتر شوستر على موقع أوليمبيديا (الإنجليزية)